# Sassoumbroum
Sassoumbroum este o comună rurală din departamentul Magaria, regiunea Zinder, Niger, cu o populație de 40.769 de locuitori (2001).